# Pneumatostega potamia
La pneumatostega (Pneumatostega potamia) è un anfibio estinto, appartenente ai temnospondili. Visse nel Triassico inferiore (Induano, circa 251-250 milioni di anni fa) e i suoi resti fossili sono stati ritrovati in Sudafrica.

## Descrizione
Questo animale è noto per resti fossili comprendenti un cranio e uno scheletro parziale e disarticolato. Il cranio, lungo oltre 12 centimetri, era di forma triangolare se visto dall'alto, ed era molto largo: ricordava un triangolo equilatero. La punta del muso era acuta, mentre la zona occipitale era molto larga in relazione alla lunghezza. Le orbite erano circolari ed erano posizionate all'incirca a metà del cranio. Era presente una fila di denti sulle ossa palatine ed ectopterigoidi; questi denti erano molto grandi, circa il doppio della lunghezza di quelli presenti lungo il margine mascellare. Le ossa dermiche erano molto vascolarizzate, e i “nodi” tra i punti di giuntura tra le varie creste dell'ornamentazione cranica erano molto alti e prominenti. Le ossa frontali erano lunghe e strette (al contrario di quelle squadrate di altre forme simili, come Deltasaurus e Derwentia). I canali della linea laterale erano ben sviluppati e più continui rispetto a quelli di Peltostega e Rhytidosteus, ma meno sviluppati di quelli di Deltasaurus e Derwentia. 
Le ossa dello scheletro postcranico sono poco conosciute, ma si suppone che Pneumatostega fosse avesse un corpo simile a quello di una grossa salamandra. 

## Classificazione
Pneumatostega potamia venne descritto per la prima volta nel 1979 sulla base di resti fossili ritrovati nella zona di Middelburg, in Sudafrica, in terreni della “Zona a Lystrosaurus” (parte iniziale del Triassico inferiore). Questo animale era un rappresentante dei ritidosteidi, un gruppo di anfibi temnospondili caratterizzati dal cranio piatto e di forma pressoché triangolare. Nello studio della prima descrizione, si riteneva che Pneumatostega fosse imparentato con Deltasaurus del Triassico inferiore australiano. Ulteriori studi hanno messo in luce parentele più strette con Mahavisaurus del Madagascar e con Sangaia del Brasile (Dias-da-Silva e Marsicano, 2011).

## Paleobiologia
I fossili di Pneumatostega sono stati ritrovati in zone che anticamente ospitavano delta di fiumi e lagune; probabilmente Pneumatostega era un predatore acquatico che attendeva le prede immobile sul fondo, dove si nascondeva facilmente grazie alla testa piatta. Le notevoli ornamentazioni craniche indicanti un'alta vascolarizzazione del cranio portano a supporre che Pneumatostega non necessitasse di polmoni per respirare, ma si affidasse alla traspirazione cutanea grazie ad aree del corpo altamente vascolarizzate (da qui il nome Pneumatostega, ovvero “polmone – tetto”, con riferimento alle ossa del cranio). 